# Bobby Jackson
Bobby Jackson (East Spencer, Carolina del Norte, 13 de marzo de 1973) es un exjugador de baloncesto estadounidense que jugó doce temporadas de la NBA. Con 1,85 metros de estatura, jugaba en la posición de base.

## Carrera

### Universidad
Bobby asistió a la Universidad de Minnesota donde jugó dos temporadas con los Golden Gophers (1995–1997) y anteriormente al Western Nebraska Community College (1993–1995) antes de presentarse al draft.

### NBA
Fue seleccionado por Seattle SuperSonics en la 23.ª posición del Draft de la NBA de 1997. Fue traspasado a Denver Nuggets antes de debutar en la NBA, jugando 68 encuentros en su primera temporada de la liga antes de ser enviado a su natal Minnesota Timberwolves, donde defendió sus colores durante dos temporadas. 
Pasó sus mejores años como profesional en Sacramento Kings de 2000 a 2005, equipo en el que era conocido como "Action Jackson". En 2003 fue galardonado con el premio al Mejor Sexto Hombre de la campaña. Una lesión le hizo perderse la temporada siguiente 51 partidos. 
Posteriormente jugó en Memphis Grizzlies y New Orleans/Oklahoma City Hornets, antes de ser traspasado el 21 de febrero de 2008 a Houston Rockets junto con Adam Haluska, Marcus Vinicius y una segunda ronda de draft a cambio de Mike James, Bonzi Wells y dinero.
En agosto de 2008 fue traspasado junto con Donté Greene y una futura ronda del draft a Sacramento Kings, a cambio de Ron Artest, Sean Singletary y Patrick Ewing, Jr..
En octubre de 2009 anunció su intención de retirarse, al no encontrar una oferta satisfactoria y ver que los Kings no contaban con él para la temporada 2009-10.

### Entrenador
Desde 2011 a 2013, sería asistente técnico de Michael Malone en Sacramento Kings.
El 9 de septiembre de 2013, se marcha a los Minnesota Timberwolves para formar parte del cuerpo técnico como desarrollador de jugadores.
En mayo de 2021, es nombrado entrenador principal de los Stockton Kings de cara a la temporada 2021-22 de la NBA G League.
En junio de 2023 se une a los Philadelphia 76ers como asistente técnico de Nick Nurse.
En mayo de 2025 se hace oficial su retorno a Sacramento Kings como asistente, para reforzar el cuerpo técnico de Doug Christie.

## Estadísticas de su carrera en la NBA

### Temporada regular
| Año     | Equipo          | PJ  | PT  | MPP  | %TC  | %3P  | %TL  | RPP | APP | ROB | TPP | PPP  |
| ------- | --------------- | --- | --- | ---- | ---- | ---- | ---- | --- | --- | --- | --- | ---- |
| 1997–98 | Denver          | 68  | 53  | 30.0 | .392 | .259 | .814 | 4.4 | 4.7 | 1.5 | .2  | 11.6 |
| 1998–99 | Minnesota       | 50  | 12  | 18.8 | .405 | .370 | .772 | 2.7 | 3.3 | .8  | .1  | 7.1  |
| 1999–00 | Minnesota       | 73  | 10  | 14.2 | .405 | .283 | .776 | 2.1 | 2.4 | .7  | .1  | 5.1  |
| 2000–01 | Sacramento      | 79  | 7   | 20.9 | .439 | .375 | .739 | 3.1 | 2.0 | 1.1 | .1  | 7.2  |
| 2001–02 | Sacramento      | 81  | 3   | 21.6 | .443 | .361 | .810 | 3.1 | 2.0 | .9  | .1  | 11.1 |
| 2002–03 | Sacramento      | 59  | 26  | 28.4 | .464 | .379 | .846 | 3.7 | 3.1 | 1.2 | .1  | 15.2 |
| 2003–04 | Sacramento      | 50  | 0   | 23.7 | .444 | .370 | .752 | 3.5 | 2.1 | 1.0 | .2  | 13.8 |
| 2004–05 | Sacramento      | 25  | 0   | 21.4 | .427 | .344 | .862 | 3.4 | 2.4 | .6  | .1  | 12.0 |
| 2005–06 | Memphis         | 71  | 15  | 25.0 | .382 | .389 | .733 | 3.1 | 2.7 | .9  | .0  | 11.4 |
| 2006–07 | New Orleans/OKC | 56  | 2   | 23.8 | .394 | .327 | .774 | 3.2 | 2.5 | .9  | .1  | 10.6 |
| 2007–08 | New Orleans     | 46  | 0   | 19.4 | .392 | .368 | .816 | 2.4 | 1.7 | .7  | .1  | 7.1  |
| 2007–08 | Houston         | 26  | 5   | 19.2 | .419 | .341 | .750 | 2.7 | 2.4 | .5  | .1  | 8.8  |
| 2008–09 | Sacramento      | 71  | 10  | 20.9 | .398 | .305 | .851 | 2.8 | 2.0 | .9  | .1  | 7.5  |
| Total   | Total           | 755 | 143 | 22.2 | .417 | .354 | .793 | 3.1 | 2.6 | .9  | .0  | 9.7  |

### Playoffs
| Año   | Equipo     | PJ | PT | MPP  | %TC  | %3P  | %TL   | RPP | APP | ROB | TPP | PPP  |
| ----- | ---------- | -- | -- | ---- | ---- | ---- | ----- | --- | --- | --- | --- | ---- |
| 1999  | Minnesota  | 4  | 0  | 6.8  | .200 | .000 | .000  | 1.0 | .5  | .0  | .0  | 1.0  |
| 2000  | Minnesota  | 3  | 0  | 10.0 | .500 | .333 | 1.000 | 1.7 | 1.3 | .7  | .3  | 5.0  |
| 2001  | Sacramento | 8  | 0  | 22.8 | .438 | .286 | .714  | 3.3 | 2.3 | 1.0 | .0  | 7.0  |
| 2002  | Sacramento | 16 | 1  | 23.4 | .445 | .256 | .791  | 3.3 | 2.0 | .9  | .2  | 10.9 |
| 2003  | Sacramento | 12 | 0  | 27.6 | .457 | .349 | .886  | 4.5 | 3.3 | 1.0 | .1  | 14.3 |
| 2005  | Sacramento | 5  | 0  | 15.8 | .270 | .167 | 1.000 | 1.2 | 1.8 | .2  | .2  | 5.2  |
| 2006  | Memphis    | 4  | 0  | 25.0 | .414 | .364 | .714  | 2.0 | 1.3 | .2  | .0  | 8.3  |
| 2008  | Houston    | 6  | 2  | 23.0 | .286 | .208 | .636  | 1.7 | 1.5 | .8  | .0  | 8.7  |
| Total | Total      | 58 | 3  | 21.7 | .405 | .270 | .807  | 2.8 | 2.1 | .7  | .1  | 9.2  |

## Vida personal
Su madre, Sarah, falleció de cáncer de mama. El nombre de su madre lo llevó bordado en sus zapatillas y muñequeras mientras jugaba en los Kings.